# Moríñigo
Moríñigo és un municipi de la província de Salamanca a la comunitat autònoma de Castella i Lleó. Limita a l'oest i nord amb Babilafuente, al nord-est amb Villoruela, a l'est amb Villoria, al sud-est amb Ventosa del Río Almar i al sud amb Cordovilla (Salamanca)Cordovilla.
| 1991 | 1996 | 2001 | 2004 |
| ---- | ---- | ---- | ---- |
| 153  | 147  | 121  | 131  |